# Helmut Richter (Architekt)

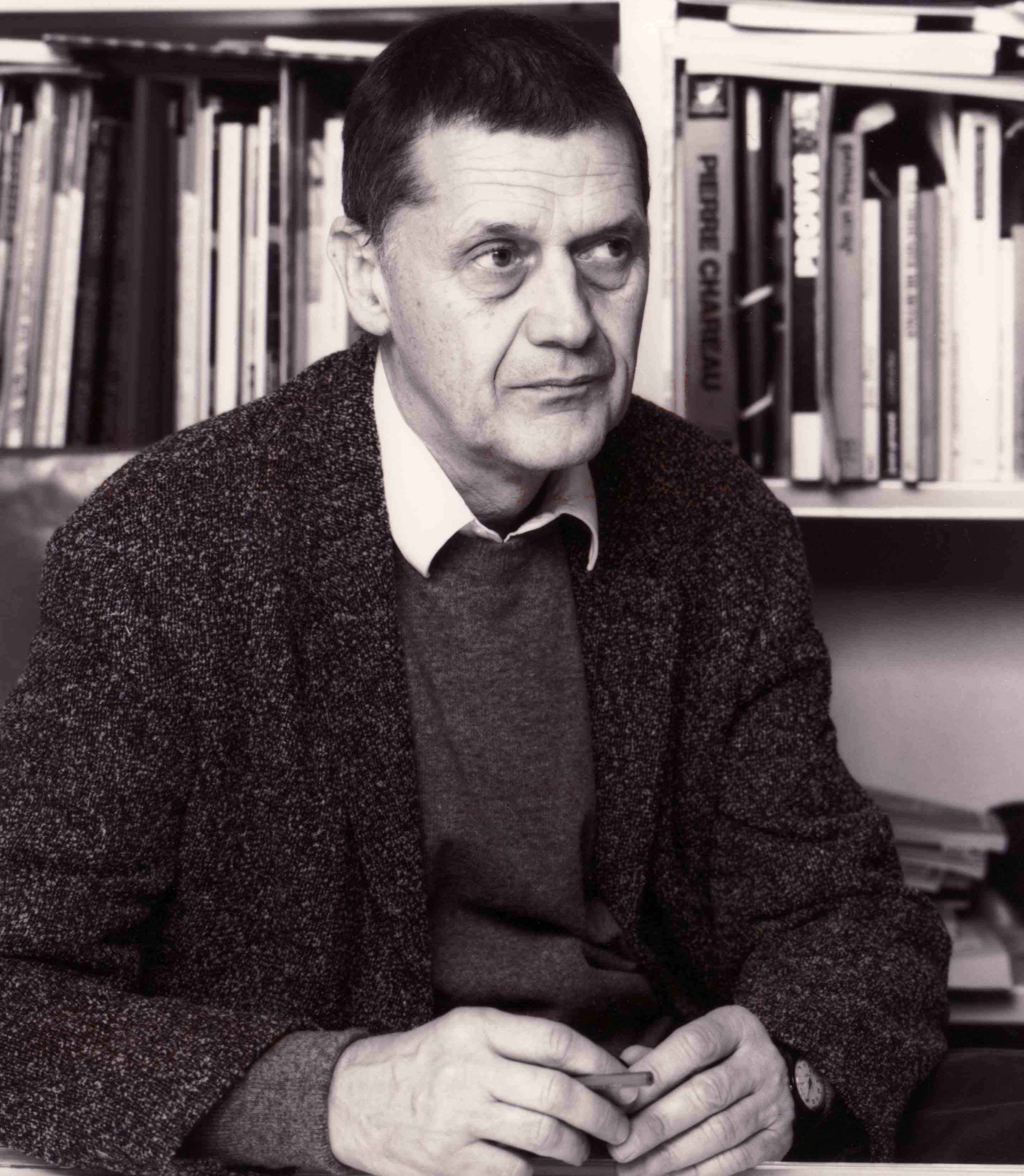
Helmut Richter (1995), Fotograf: Mischa Erben

Helmut Richter (* 13. Juni 1941 in Graz; † 15. Juni 2014 in Wien) war ein österreichischer Architekt und Hochschullehrer. Richter konnte neben Ausstellungsarchitekturen (u. a. in Paris, Venedig, Wien und Krems) die Restaurants Kiang I und II, Wohnbauten in Graz sowie u. a. eine Wohnbebauung mit verglastem Laubengang in Wien, und die Informatik-Mittelschule Kinkplatz in Wien mit verglastem Dreifachturnsaal umsetzen.

## Werdegang
Richter studierte bis 1968 an der Technischen Universität Graz Architektur. Von 1969 bis 1971 vervollständigte er seine Ausbildung mit einem Studium der Informationstheorie sowie der System- und Netzwerktheorie an der University of California, Los Angeles (UCLA), wo er auch als Forschungsassistent tätig war. 1977 nahm er mit der Gründung seines Ateliers in Wien seine freischaffende Tätigkeit als Architekt auf.
Lehrtätigkeit
Von 1971 bis 1975 lehrte er als Professor für Architektur an der École nationale supérieure des beaux-arts de Paris. 1986 nahm Richter einen Lehrauftrag als Lektor an der Hochschule für angewandte Kunst in Wien an. Von 1986 bis 1987 lehrte er darüber hinaus als Gastprofessor an der Gesamthochschule Kassel. Von 1991 bis 2007 war er ordentlicher Universitätsprofessor an der Technischen Universität Wien, Lehrkanzel an der Abteilung für Hochbau 2. Richter wurde am Ober Sankt Veiter Friedhof bestattet.

## Wirken
Seine kreative Tätigkeit begann Helmut Richter Ende der 1960er Jahre mit Wettbewerbsbeiträgen und Prototypen für Möbel („Liegen – Sitzen“, „Mobiles Büro“, „Fernsehsessel“, „Zeitschriftenstand“). So gewann er 1967 als einer von 72 Teilnehmern den 1. Preis für den „Wittmann-Möbel-Wettbewerb“. Ausgeschrieben worden war ein mechanisches Bett, das durch einfache Manipulation in eine Bank verwandelt werden kann. Richter löste diese Aufgabe, indem er eine Liegefläche in einen doppelten Stahlrohrrahmen einhängte und darauf drei unabhängige, auf- und abhebbare Fauteuils montierte. Dieser Prototyp wurde in der „Selection 66“, in einer von Johannes Spalt kuratierten Ausstellung im MAK (Museum für angewandte Kunst Wien) präsentiert. 1966 entwarf er auch ein „Mobiles Büro“, einen visionär-innovativen mobilen Arbeitsplatz, technisch höchst ausgetüftelt und seiner Zeit weit voraus.
Das Einfamilienhaus „Haus Königseder“ entwarf er 1977 bis 1980 gemeinsam mit seinem damaligen Partner Heidulf Gerngross für einen Arzt. Es gilt als ein Signal des Aufbruchs in der österreichischen Architektur Ende der 1970er Jahre. Am Höhepunkt postmoderner Rückbesinnung entworfen, zeugt dieser Annex von „neumoderner“ Kraft. Das Haus Plattner in Niederösterreich (1979–1982) war ebenfalls ein früher Bau, der als Systemkritik am Thema „Landhaus“ gilt. Die Schwierigkeiten bei der Baubewilligung waren damals nur auf politischer Ebene zu überwinden. Mit dem Wohnbau auf den Gräf & Stift-Gründen in Wien 19 verwirklichten Helmut Richter und sein Partner Heidulf Gerngross einen großen kommunalen Wohnbau, wobei jedoch praktisch kein Detail in Richters Sinn realisiert wurde, weshalb er sich auch von diesem Bau distanzierte.
Es folgt 1983 bis 1984 das Badezimmer Sares in Wien 3. Obwohl für die Öffentlichkeit ein unsichtbares Kabinettstück, ist dieser Einbau in eine gutbürgerliche Stadtwohnung aus der Gründerzeit eine Zeichensetzung an der architektonischen Zeitenwende zurück zu einer zweiten Moderne. Richter verwendet sein mit historischen Strukturen radikal brechendes, dynamisierendes Raumkonzept – keine für Wien typische synchrone Inszenierung von freigelegten alten und beigefügten neuen Schichten.
Es folgt 1985 der erste sogenannte „High-Tech-Chinese“ Wiens, das Restaurant Kiang I in der Rotgasse in Wien. Wie Dietmar Steiner im „Buch für Helmut Richter“ bemerkte, „eine Aufregung, die man sich heute kaum mehr vorstellen kann. Mit diesem Lokal wurde ein architektonischer Kontrapunkt zur inzwischen schon klassischen 'kleinen Wiener Architektur' gesetzt“. Für viele Studierenden an den Wiener Architekturschulen wurden diese Projekte zu Leitbildern und sie verdanken ihm wesentliche Impulse.
Während seiner Lehrtätigkeit an der Technischen Universität Wien betreute er mehr als 500 Diplomarbeiten. Seine Lehre prägte damit laut Johannes Baar-Baarenfels eine Wiener Architektengeneration.
Zahlreiche Wettbewerbsteilnahmen führten ihn auch ins Ausland, u. a Wettbewerb Friedrichstadt in Berlin, 1982 und Opéra de la Bastille, Paris, 1982–1983, Wettbewerb Museo del Prado, Madrid, 1995–1996 und Wettbewerb Neubau Hauptbetriebshof Frankfurt, 1993.
Daneben war Richter als Ausstellungsarchitekt in Wien und Italien tätig:
- Festwochenausstellung „Bildlicht“ im Museum des 20. Jahrhunderts 1991 in Wien
- „Vertreibung der Vernunft“, Biennale Venedig, 1993

Informatik-Mittelschule Kinkplatz

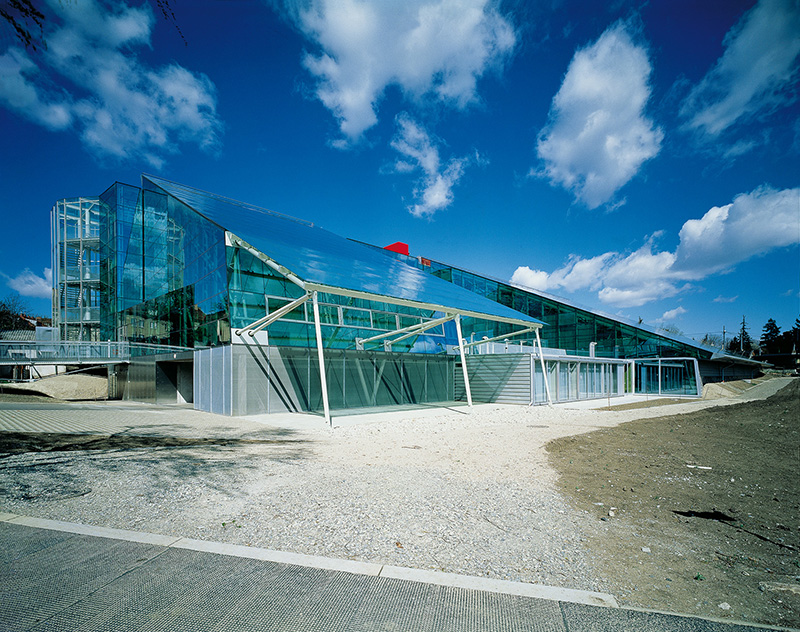
Ehemalige Informatik-Mittelschule Kinkplatz in Wien, Außenansicht

Die 1994 erbaute ehemalige Schule ist Richters aufsehenerregendstes Werk. Von drei Hauptachsen gehen zwei keilförmige Körper weg, die in Glas ausgeführt sind und hell und freundlich wirken sollen – mit ihrem bläulich schimmernden Glas sollen sie an Libellenflügel erinnern. Nach Richters Worten: „Ich wollte eine Schule machen, bei der nicht gleich das Unangenehme, das bei Schulen immer so auffällt, sich bemerkbar macht“. Diese Glastrakte sind auch, etwa von der Gloriette aus, von weitem sichtbar.
Die Informatik-Mittelschule am Kinkplatz geriet jedoch schon bald wegen massiver architektonischer Mängel in die Kritik. Aufgrund der Probleme wurde die Schule im Jahr 2014 in ein Ersatz-Quartier übersiedelt. Das Gebäude wurde 2017 aufgegeben und steht nun leer. Im Jahr 2019 wurde bekannt, dass eine notwendige Generalsanierung der Schule EUR 55 Mio. kosten würde, woraufhin endgültig beschlossen wurde, das Gebäude künftig nicht mehr als Schule zu nutzen. Ein Abriss wurde seitens der Stadt Wien ausgeschlossen, steht aber angesichts der Sanierungskosten dennoch im Raum.

## Würdigung
Klaus Semsroth würdigt ihn als „großen Architekten“, der als „Grenzgänger“ zur Weiterentwicklung der Architektur beigetragen und mit seinem architektonischen Werk eine „Reihe von unorthodoxen Lösungswege für die Architektur des 21. Jahrhunderts eingeleitet“ habe.
Rudolf Schicker bezeichnet den Wohnbau in der Brunnerstraße in Wien (1986–1990) als Hauptwerk und „Ikone der zeitgenössischen Architektur“. So spektakulär sich dieses Gebäude, oder besser gesagt, dessen straßenseitige Glasfassade auch auf den ersten Blick darstelle, so logisch und analytisch, reagiere es auf den städtebaulich undefinierten Ort.
Der Architekturhistoriker Markus Kristan bezeichnet Helmut Richters Architekturen „im überwiegend technologiefeindlichen österreichischen Umfeld als Sonderleistungen internationalen Zuschnitts, die aus den zumeist in Österreich gewohnten Normen ausbrechen. Sein Werk nähere sich den Arbeiten französischer oder englischer Architekten, wo diese mit den Ingenieuren und der Bauindustrie durch ein kooperatives Verhältnis verbunden seien.“ Richters „unkonventionelle Lösungen“ riefen oftmals „starkes Echo“ hervor. Er habe sich Mitte der 1980er Jahre „mit neuen Baumaterialien und damals noch unerprobten, kühnen Konstruktionen, die in einer eigentümlich sinnlich-poetischen Weise sogar über die zu jener Zeit international aufkommende High-Tech-Architektur hinausgingen“ befasst und dabei „die konstruktiven Möglichkeiten der modernen Baumaterialien und statischen Berechnungen bis an die Grenzen ausgelotet.“ Glas sei dabei bestimmendes Element in dem Werk des Architekten. In seinen Werken sei er „mit dem ihm zur Verfügung stehenden Mitteln sparsam umgegangen“ und habe „Formalismus vermieden.“

## Bauten und Projekte

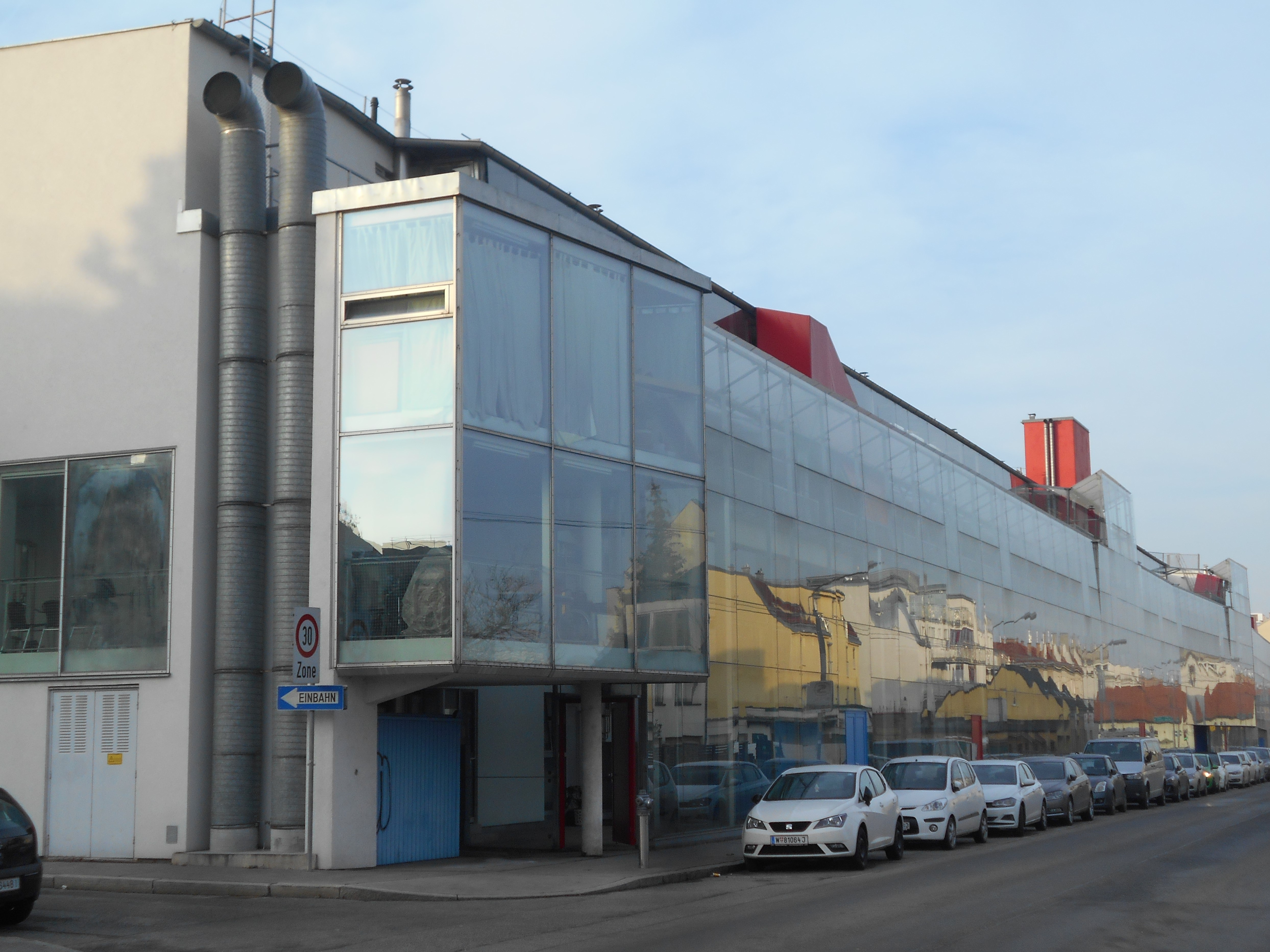
Wohnhausanlage Brunner Straße 26–32, Wien

- 1967: Liegen - Sitzen, Prototyp, Wittmann Möbelwettbewerb, 1. Preis
- 1967: Mobiles Büro, Wettbewerb
- 1968: Fernsehsessel, Prototyp
- 1968: Zeitschriftenstand, Staatsprüfung Technische Hochschule Graz
- 1968: Zentrales Verwaltungsgebäude Linz, Wettbewerb Rathaus Linz
- 1977–1980: Haus Königseder, Aufstockung Arzthaus, Baumgartenberg
- 1979–1982: Haus Plattner, Sollenau
- 1988: Wohnanlage Gräf & Stift-Gründe, Wien
- 1982–1983: Opéra de la Bastille, Internationaler Wettbewerb, Paris (unrealisiert)
- 1983–1984: Bad Sares, Wien
- 1984–1985: Restaurant Kiang I, Wien
- 1988: Trigon Museum, Wettbewerb Graz (unrealisiert)
- 1986–1991: Wohnhausanlage Brunner Straße 26–32, Wien
- 1985–1992: Wohnanlage Peterstalstrasse, Graz
- 1991: Bildlicht, Malerei zwischen Material und Immaterialität, Festwochenausstellung, Museum des 20. Jahrhunderts, Wien
- 1992: Betriebsgebäude Kawasaki, Gutachterverfahren, Maria Enzersdorf, Niederösterreich, 1. Preis (unrealisiert)
- 1993: Neubau Hauptbetriebshof Frankfurt, geladener Wettbewerb (unrealisiert)
- 1993: Vertreibung der Vernunft, Ausstellung der Biennale von Venedig, Fondaco Marcello
- 1992–1994: Doppelhauptschule – Informatik-Mittelschule Kinkplatz, Wien
- 1995–1996: Museo del Prado, Wettbewerb (unrealisiert)
- 1996–1997: Bundesschulzentrum Schärding, Oberösterreich, Wettbewerb (unrealisiert)
- 1996–1997: Restaurant Kiang II, Wien, Landstraßer Hauptstraße 50, Wien
- 1997–1998: Sport- und Freizeitpark Tivoli, Wettbewerb, Innsbruck, Tirol
- 1996–1999: Wohnanlage Thermensiedlung Oberlaa, Wien
- 1996–1999: Wohnbau Grundäcker, Wien
- 2008: Bürohaus Wien
- Trinkwasseraufbereitungsanlage, Westhoven (Deutschland)

## Auszeichnungen und Preise
- 1990: Österreichischer Bauherrenpreis für die Wohnanlage Brunner Straße
- 1992: Preis der Stadt Wien für Architektur
- 1995: Österreichischer Bauherrenpreis für die Informatik-Mittelschule Kinkplatz
- 1995: Europäischer Stahlbaupreis
- 1998: Adolf-Loos-Architekturpreis für das Restaurant Kiang III in Wien

## Ehemalige Mitarbeiter
- Andreas Mühlbauer[18]
- Harald Roser